# Stefania (Lied)
Stefania (ukrainisch Стефанія, wiss. Transliteration Stefanija) ist ein ukrainischsprachiger Rapsong der Gruppe Kalush Orchestra. Das Stück wurde von Ivan Klymenko und Oleh Psjuk getextet. Die Musik stammt von Ihor Didentschuk, Tymofij Musytschuk und Witalij Duschyk. Mit dem Titel siegte die Band beim Eurovision Song Contest 2022 in Turin für die Ukraine.

## Hintergrund
Der Titel wurde am 7. Februar 2022 als Musikstream veröffentlicht. Die Gruppe nahm am 12. Februar 2022 mit dem Stück an der ukrainischen Vorentscheidung zum Eurovision Song Contest unter dem Titel Widbir 2022 teil. Hierbei erreichte sie den zweiten Platz. Die Show gewann Alina Pash mit ihrem Titel Tini sabutych predkiw (ukrainisch Тіні забутих предків). Kurz nach der Show kam es zu Unstimmigkeiten, da Pash im August 2015 möglicherweise unerlaubterweise auf die Krim eingereist war.
Zusätzlich warf Kalush dem Rundfunk Manipulationen zugunsten von Alina Pash vor, da kurz vor der Show die Startreihenfolge geändert wurde. Am 16. Februar zog die Sängerin ihre Teilnahme zurück. Am 22. Februar wurde verkündet, dass stattdessen Kalush die Ukraine vertreten werden.

## Musik und Text
Stefania wurde von Ivan Klymenko und Oleh Psjuk getextet. Die Musik stammt von Ihor Didentschuk, Tymofij Musytschuk und Witalij Duschyk. Abmischung und Mastering erfolgten durch Anton Tschylyby.
Laut Psjuk sei der Titel eine Widmung an seine Mutter, nach der das Lied benannt ist. Der Titel kombiniert ethnische Elemente mit Rap und ukrainischer Volksmusik. Der Liedtext besteht aus zwei Strophen, die gerappt werden. Die Exposition des Refrains findet gleich zu Beginn des Liedes mit einer Art Obertongesang statt. Danach wird dieser nach der ersten Strophe und zweimal nach der zweiten Strophe wiederholt.

## Beim Eurovision Song Contest
Der Ukraine wurde ein Platz in der ersten Hälfte des ersten Halbfinales des Eurovision Song Contest 2022 zugelost, das am 10. Mai stattfand. Am 29. März wurde bekanntgegeben, dass das Land die Startnummer 6 erhalten habe.
Wegen der COVID-19-Pandemie musste jedes teilnehmende Land vor dem Wettbewerb eine sogenannte Live-on-Tape-Performance ihres Auftrittes einreichen. Bedingt durch den Krieg in der Ukraine wurde von Claudio Fasulo in seiner Eigenschaft als ausführender Produzent des Wettbewerbs und Vize-Direktor von Rai bekanntgegeben, dass man für die Ukraine von dieser Regelung abweichen werde. Dies wurde mit einem erhöhten Risiko für die Künstler begründet, die planten, das Video in Lemberg aufzunehmen. Für den Fall einer möglichen Abwesenheit der Gruppe in Turin solle stattdessen der Live-Auftritt bei der Vorentscheidung eingespielt werden.
Das Land konnte sich für das Finale qualifizieren und gewann mit 631 Punkten den Wettbewerb, wobei 439 Punkte von den Zuschauern und 192 Punkte von den Jurys vergeben wurden.

## Rezeption

### Popularität
Während des russischen Überfalls auf die Ukraine wurde der Song häufig als Untermalung für patriotische ukrainische Videoclips genutzt, die in den sozialen Netzwerken geteilt wurden. Oleh Psjuk bezeichnete Stefania in Folge als Dankeslied nicht nur für seine Mutter, der er es ursprünglich widmete, sondern für alle Mütter, die ihre Kinder vor dem Krieg beschützten.

### Chartplatzierungen
| ChartsChartplatzierungen     | Höchstplatzierung | Wochen |
| ---------------------------- | ----------------- | ------ |
| Deutschland (GfK)            | 22 (2 Wo.)        | 2      |
| Österreich (Ö3)              | 26 (1 Wo.)        | 1      |
| Schweiz (IFPI)               | 11 (2 Wo.)        | 2      |
| Vereinigtes Königreich (OCC) | 38 (2 Wo.)        | 2      |